# Slovenska izseljenska matica
Slovenska izseljenska matica, s kratico SIM (uradno: Združenje Slovenska izseljenska matica), je prostovoljno in neprofitno združenje fizičnih oseb. Po ustavi in zakonu o uresničevanju javnega interesa v kulturi skrbi za Slovence po svetu. Je neke vrste izseljensko-zdomska centrala v domovini, ki naše na tujem živeče rojake povezuje z domovino, ter jim nudi ustrezno kulturno in prosvetno pomoč. Ima štiri glavne delovne naloge. Prva je vzpostavljati, ohranjati in krepiti stike s kulturnimi, umetniškimi, gospodarskimi, družbenimi in drugimi organizacijami in ustanovami izseljencev, zdomcev in zamejcev s posameznimi javnimi delavci in z drugimi posamezniki slovenske narodnosti v tujini. Drugič, s posredovanjem leposlovnih, znanstvenih in drugih knjig, časopisov, filmov, glasbenega in drugega kulturnega gradiva in z izdajanjem lastnih publikacij pomagati organizacijam, ustanovam in posameznikom pri ohranjanju in razvoju naših ljudi v tujini in jih seznanjati z njihovo (ali njihovih staršev) rojstno domovino. Tretjič, našo javnost obveščati o delu in življenju Slovencev po svetu in nazadnje, z organiziranjem medsebojnih obiskov pomagati pri kulturnem, umetniškem, gospodarskem in znanstvenem sodelovanju s temi ljudmi.
Za ustanovitev SIM imajo največ zaslug dolgoletni urednik in ustanovitelj revije Rodna gruda Tomo Brejc, pisatelj Tone Seliškar, novinar Stane Lenardič in izseljenski povratnik iz ZDA Ludvik Medvešek. Ime Slovenska izseljenska matica je predlagal Seliškar. Ustanovljena je bila 18. aprila 1951, prvi odbor SIM pa so vodili Seliškar kot predsednik in podpredsednika Brejc in Medvešek. (Izseljensko vprašanje so takrat, poleg nekaterih zveznih organov, obravnavali tudi republiška skupščina, republiški izvršni svet in republiški družbeni svet za mednarodne odnose pri takratnem slovenskem predsedstvu.) Za te namene je matica redno izdajala mesečnik Rodna gruda (1954–2005), Slovenski izseljenski koledar (1954–2003) in revijo Slovenija Magazine Quarterly (1987–2004). Za razširjanje teh publikacij po slovenskih naselbinah so veliko storili tudi sami izseljenci. Rodna gruda je imela sprva podnaslov Glasilo Slovenske izseljenske matice, od 1965 pa Revija za Slovence po svetu; leta 1972 je imela več kot 4000 naročnikov, kar je bil rekord. Slovenski izseljenski koledar, v letih 1972–1993 Slovenski koledar, je bil redni letni zbornik SIM, zasnovan za prispevke o zgodovini izseljenstva in leposlovna dela izseljencev vseh generacij. Ob 20-letnici izhajanja je izšla še bibliografija Zgodovinsko gradivo v koledarju Slovenske izseljenske matice 1954–1973, ki obsega 308 enot. V koledarjih za leti 1965 in 1966 sta v sodelovanju s študijskim centrom pri predsedstvu SAZU izšla dva daljša bibliografska popisa slovenskega izseljenskega časopisja, knjig, brošur in drobnega tiska od 1891 do 1945. SIM je dala pobudo tudi za ustanovitev Slovenskega okteta, ki je svojo umetniško pot začel 27. septembra 1951.
Leta 1956 so na občnem zboru SIM že ugotavljali, da z množičnim vračanjem slovenskih izseljencev ne bo nič, po drugi strani pa se je 1964. izkazalo, da povprečno bivanje izseljencev ob obisku domovine traja dva meseca. Izseljenci so bili tudi po mnenju Turistične zveze Slovenije najboljši turisti.
Glavni tajnik je leta 1952 postal Albert Švagelj, za predsednika pa je bil čez dve leti izvoljen publicist, politik in kulturni delavec Ivan Regent. Na matici sta ostala do 1964. Tržaška rojaka sta se dobro ujela, v času njunega mandata je SIM začela izseljenskim potomcem intenzivneje podeljevati štipendije za študij v Ljubljani, matici pa sta tudi sicer dala svojstven pečat. Že leta 1961 se je preselila v prostore nad znano ljubljansko veleblagovnico na vogalu Cankarjeve in Slovenske ceste, na Cankarjevo 1/II, z okni glavne pisarne pod napisom Nama, kjer je ostala vse do 31. januarja 2019 (v prenovljeno zgradbo Upravne enote Ljubljana na Linhartovi 13 za Bežigradom se je preselila 4. junija 2020). Leto 1964 je bilo tudi sicer do neke mere prelomno. Ustanovili so posebno sekcijo za delo z zaposlenimi v tujini, v Rodni grudi pa je začela izhajati priloga Informativni priročnik za začasno zaposlene v tujini, ki je pozneje izšel samostojno. S tem so svojo dejavnost z izseljenstva razširili še na zdomstvo.
Matica je ves čas delovala za ohranitev materinščine med Slovenci po svetu. Dejavnosti, na podlagi katerih je leta 1965 v Kranju nastala Poletna šola slovenskega jezika, je začela ravno SIM. Šola se je pozneje razširila in preimenovala v Seminar slovenskega jezika, literature in kulture, ki zdaj deluje v okviru Centra za slovenščino kot drugi/tuji jezik na ljubljanski filozofski fakulteti. Konec leta 1990 je bil za predsednika matice izvoljen prof. Mirko Jurak, med drugim tudi raziskovalec literarne ustvarjalnosti slovenskih izseljencev v ZDA, Kanadi in Avstraliji. Po njegovi zaslugi se je z vprašanji književnosti in kulturnega ustvarjanja vseh rojakov po svetu, tudi tistih v Južni Ameriki, začela ukvarjati vrsta mlajših znanstvenih raziskovalcev. 1995 ga je nasledil Janez Bogataj.
Prve demokratične volitve v Sloveniji so bile aprila 1990, matica pa je skupaj z vodstvi političnih strank in gibanj že nekaj mesecev prej dosegla, da izseljenci, drugače kot v drugih republikah in pokrajinah takratne SFRJ, niso postali predmet predvolilne propagande. V javnih občilih je zaradi njene povezanosti s prejšnjim režimom, ki se je med drugim kazala v ignoriranju argentinskih Slovencev, sicer prišlo do nekaterih napadov nanjo, ki pa doma in med izseljenci niso imeli večjega odmeva. Nekateri so trdili, da je SIM otrok prejšnjega enostrankarskega režima in da je kot taka, če že ne škodljiva, pa vsaj sumljiva. Vodstvo Slovenske izseljenske matice, ki je že pred letom 1990 sodelovala s približno 1550 zdomskimi in izseljenskimi klubi po svetu, je odgovarjalo, da je bila matica del prejšnjega režima le toliko, kolikor so bile to tudi druge institucije takratne SR Slovenije. Vendar se je matica potem vendarle odločila za pot povsem avtonomne, nevladne in nestrankarske organizacije. Nekako v tem času je namesto izrazov kot so izseljenci, zdomci, zamejci začela uporabljati besedno zvezo Slovenci po svetu. Tradicionalni Izseljenski piknik je že konec 80. let postal način rednega letnega druženja vseh, ki se čutijo Slovenci in živijo na tujem; takrat se je preimenoval v Srečanje v moji deželi in zatem (2024) v Dobrodošli doma.
Januarja 2004 je bila iz Rodne grude in Naše Slovenije, ki jo je izdajala družba Naslov, ustanovljena revija Slovenija.svet, vendar jo je po razpisu Urada za Slovence v zamejstvu in po svetu, soustanovitelja revije Slovenija.svet, že decembra 2005 zamenjala Moja Slovenija, založbe Otroci. Ta je do takrat izdajala le brezplačnike Otroci, SuperMami, Nosečnica, Dojenček in Družinske počitnice.
Tako se je končala pot osrednje revije za Slovence po svetu, ki jo je izdajalo združenje SIM (med glavnimi zagovorniki, pobudniki in izvršitelji njene ukinitve je bil takratni državni sekretar za Slovence v zamejstvu in po svetu Franc Pukšič) in ki je zdaj, pod tradicionalnim imenom Rodna gruda, na voljo še v spletni različici. Slovenska izseljenska matica pa ima ne glede na vse to še vedno iste cilje kot v času ustanovitve: razvija dejavnosti, koristne za krepitev narodne zavesti Slovencev po svetu, zlasti njihovih potomcev.